# The Alpha Band
Tne Alpha Band — американская рок-группа, образованная в июле 1976 года тремя участниками концертного тура Боба Дилана Rolling Thunder Revue. Ти-Боун Бёрнетт (англ. T-Bone Burnett), Стивен Солс (англ. Steven Soles), Дэвид Мэнсфилд (англ. David Mansfield), после окончания тура решили продолжать играть вместе и организовали группу, с которой связывались очень большие надежды. Через несколько недель после образования они подписали контракт на 6 миллионов долларов с Клайвом Дэвисом (англ. Clive Davis), президентом звукозаписывающей компании Arista Records.

## Дискография

### Студийные альбомы
- Alpha Band — 1976
- Spark in the Dark — 1977
- The Statue Makers of Hollywood — 1978

### Сборники
- Interviews — 1988
- The Arista Albums — 2005 (все три альбома группы на 2 СД)